# Immunity (альбом)
Immunity — дебютный студийный альбом американской певицы и автора песен Clairo, выпущенный 2 августа 2019 года на лейбле Fader Label. Альбом был спродюсирован Clairo и Ростамом Батманглиджем, бывшим участником группы Vampire Weekend. Он был описан как софт-рок, bedroom pop, электропоп, и инди-поп.

## Об альбоме
После выхода своего первого мейнстримового мини-альбома Diary 001 Clairo выпустила несколько песен и совместных работ. В 2018 году она написала песню для фильма «Скейт-кухня», «Heaven». Она также сотрудничала с Cuco и SG Lewis. 1 февраля 2019 года Клайро появилась на лид-сингле дебютного студийного альбома Wallows «Are You Bored Yet?». 24 мая 2019 года Clairo выпустила лид-сингл для своего альбома, «Bags», и объявила о выходе альбома в августе.

## Тур
В сентябре 2019 года Clairo отправилась в тур по Северной Америке, отыграв 31 концерт на таких площадках, как Metro Chicago и Paradise Rock Club. Тур проходил при поддержке Beabadoobee и Hello Yello и завершился в Бостоне в ноябре 2019 года.

## Отзывы критиков
| Совокупная оценка    | Совокупная оценка |
| Источник             | Оценка            |
| -------------------- | ----------------- |
| AnyDecentMusic?      | 7.0/10            |
| Metacritic           | 76/100            |
| Оценки критиков      |                   |
| Источник             | Оценка            |
| AllMusic             | [ 8 ]             |
| Consequence of Sound | B+                |
| The Guardian         | [ 10 ]            |
| NME                  | [ 11 ]            |
| The Observer         | [ 12 ]            |
| Pitchfork            | 8.0/10            |
| Q                    | [ 13 ]            |
| Rolling Stone        | [ 14 ]            |
| Slant Magazine       | [ 15 ]            |
| Uncut                | 4/10              |

Immunity получил положительные отзывы музыкальных критиков. На сайте Metacritic, который присваивает нормализованный рейтинг из 100 баллов рецензиям основных изданий, альбом получил средние 76 баллов на основе 20 рецензий.

### Почести
В конце 2019 года, альбом появился в ряде списков критиков, составляющих рейтинг лучших альбомов года.
| Публикация           | Список                        | Место | Источник |
| -------------------- | ----------------------------- | ----- | -------- |
| Billboard            | 50 лучших альбомов 2019 года  | 22    | [ 17 ]   |
| Consequence of Sound | 50 лучших альбомов 2019 года  | 45    | [ 18 ]   |
| The Guardian         | 40 лучших альбомов 2019 года  | 20    | [ 19 ]   |
| Les Inrockuptibles   | 100 лучших альбомов 2019 года | 49    | [ 20 ]   |
| Los Angeles Times    | 10 лучших альбомов 2019 года  | 5     | [ 21 ]   |
| NME                  | 50 лучших альбомов 2019 года  | 10    | [ 22 ]   |
| Noisey               | 100 лучших альбомов 2019 года | 17    | [ 23 ]   |
| Paper                | 20 лучших альбомов 2019 года  | 15    | [ 24 ]   |
| Pitchfork            | 50 лучших альбомов 2019 года  | 18    | [ 25 ]   |
| PopCrush             | 25 лучших альбомов 2019 года  | —     | [ 26 ]   |
| Slant                | 25 лучших альбомов 2019 года  | 8     | [ 27 ]   |
| Uproxx               | 50 лучших альбомов 2019 года  | 28    | [ 28 ]   |
| Uproxx               | 35 лучших альбомов 2019 года  | 8     | [ 29 ]   |

## Список композиций
| №                   | Название             | Автор(ы)             | Продюсер(ы)                                                           | Длительность |
| ------------------- | -------------------- | -------------------- | --------------------------------------------------------------------- | ------------ |
| 1.                  | «Alewife»            | Клэр Коттрилл        | Ростам Батманглидж Коттрилл                                           | 3:33         |
| 2.                  | «Impossible»         | Коттрилл Батманглидж | Батманглидж Питер Коттонтейл                                          | 3:50         |
| 3.                  | «Closer to You»      | Коттрилл Батманглидж | Батманглидж                                                           | 3:04         |
| 4.                  | «North»              | Коттрилл             | Батманглидж Коттрилл Коттонтейл [a]                                   | 3:33         |
| 5.                  | «Bags»               | Коттрилл             | Батманглидж Коттрилл                                                  | 4:20         |
| 6.                  | «Softly»             | Коттрилл Батманглидж | Батманглидж                                                           | 3:05         |
| 7.                  | «Sofia»              | Коттрилл Батманглидж | Батманглидж                                                           | 3:08         |
| 8.                  | «White Flag»         | Коттрилл             | Батманглидж Коттрилл                                                  | 3:01         |
| 9.                  | «Feel Something»     | Коттрилл             | Батманглидж                                                           | 2:57         |
| 10.                 | «Sinking»            | Коттрилл             | Батманглидж Коттрилл                                                  | 3:10         |
| 11.                 | «I Wouldn't Ask You» | Коттрилл             | Батманглидж Коттрилл Коттонтейл [a] Бернс Твинс [a] Хейли Бриаско [a] | 6:56         |
| Общая длительность: | Общая длительность:  | Общая длительность:  | Общая длительность:                                                   | 40:39        |

Примечание
- ↑  означает дополнительного продюсера.

## Участники записи
| Музыканты - Клэр Коттрилл — вокал (все треки) , электрогитара (1, 4, 5, 8, 10), акустическая гитара (1, 5), программирование ударных (3–5, 10), фортепиано (5, 8, 11), аранжировка ударных (5), гитарное соло (7), синтезатор (10) - Ростам Батманглидж — синтезатор (все треки), бас (1, 2, 5–7, 10), фортепиано (1, 2, 8, 9), программирование ударных (1, 3, 4, 6–11), электрогитара (2, 3, 5–7, 11), акустическая гитара (2, 9), клавесин (2), синтезаторный бас (3), меллотрон (4), 808 бас (4, 8, 11), аранжировка ударных (5), орган (6, 10), программирование синтезатора (7), программирование баса (9) - Даниэль Хаим — ударные (2, 5, 7), аранжировка ударных (5) - Питер Коттонтейл — Вурлитцер (завершение 2 трека), клавишные (4), программирование ударных (4), фортепиано (6), аранжировка хора (6) - Ник Бретон — аранжировка ударных (5) The Adderly School Choir - Джанет Аддерли — ведущая хористка - Руби Ниман - Оливия Бингэм - Хадсон Маркс - Кристофер ван дер Оэ - Дея Камподонико - Сиена Фантини - Хиро Филлипс | Технический персонал - Ростам Батманглидж — звукозаписывающая техника (все треки), микширование (10) - Далтон Рикс — звукозаписывающая техника (все треки) - Кэри Сингер — звукозаписывающая техника (1, 2, 4, 5, 7–10) - Майкл Харрис — звукозаписывающая техника (2, 7) - Ник Бретон — звукозаписывающая техника (4, 5, 8, 10) - Нейт Хэд — звукозаписывающая техника (7) - Том Элмхирст — микширование (1) - Шон Эверетт — микширование (2, 5, 6, 8, 9) - Мэнни Маррокин — микширование (3) - Дейв Фридманн — микширование (4, 7) - Майк Фридманн — звукоинженер микширования (4, 7) - Эмили Лазар — мастеринг - Крис Оллгуд — помощь в мастеринге Художественное оформление - Харт Лёшкина — фотография передней и задней обложки - Биджан Берахими — графический дизайн - Джимми Буй — интерьерная фотография - Майк Ахерн — интерьерная фотография - Броди Маккаски — интерьерная фотография - Анджела Риккарди — интерьерная фотография - Нолан Фельдпауш — интерьерная фотография - Элли Коттрилл — интерьерная фотография - Холм Кайлин Араки — интерьерная фотография - Блейк Уоссон — интерьерная фотография |

## Чарты
| Чарт (2019)                    | Высшая позиция |
| ------------------------------ | -------------- |
| Australian Albums (ARIA)       | 73             |
| Канада (Canadian Albums Chart) | 79             |
| France Downloads Albums (SNEP) | 146            |
| UK Download Albums (OCC)       | 90             |
| США (Billboard 200)            | 51             |